# Старий Ошмес
Старий Ошме́с (рос. Старый Ошмес) — присілок в Можгинському районі Удмуртії, Росія.

## Населення
Населення — 28 осіб (2010; 34 в 2002).
Національний склад станом на 2002 рік:
- удмурти — 62 %
- росіяни — 35 %